# Fehnbach
Der Fehnbach ist ein Fließgewässer im Gebiet der Gemeinde Hausham im oberbayrischen Landkreis Miesbach und ein linker Zufluss der Schlierach.

## Name
Der Name leitet sich vom mittelhochdeutschen Wort venne für 'Sumpfland' ab.

## Geographie

### Verlauf
Der Fehnbach entsteht aus dem Zusammenfluss von linkem Ecker Bach und rechtem Gschwendtner Bach westlich des Haushamer Weilers Gschwendt. Er unterquert sogleich die St 2076 Gmund am Tegernsee–Hausham und fließt dann nordostwärts mäandernd durch Wiesengelände. Beim Weiler Fehn nimmt er aus dem Westen den Grottenbach auf. In Agatharied unterquert er die Bahnstrecke Schliersee–Holzkirchen und mündet gleich danach von links in die Schlierach.

### Zuflüsse
Vom Zusammenfluss zur Mündung. Auswahl:
- Ecker Bach, linker Oberlauf, 3,9 km und 4,9 km²
- Gschwendtner Bach, rechter Oberlauf, 2,2 km und 2,9 km²
- Grottenbach, von links und Westen auf etwa 732 m ü. NHN[2] nach Fehn, ca. 2,3 km und ca. 1,1 km²[5]